# 銘傳大學
私立銘傳大學（英語：Ming Chuan University, MCU），是中華民國的一所私立大學，1957年由包德明博士與其夫婿李應兆博士共同創辦，校址位於臺北市士林區、桃園市龜山區及金門縣金沙鎮等四處，並設有美國分校。 以「銘傳」作為校名是為了紀念清朝臺灣巡撫劉銘傳治理臺灣的貢獻。民國110學年度銘傳新生註冊率97.05% 
該校獲得美國中部各州校院高等教育評審會（MSCHE）大學認證。

## 學校歷史

### 專科學校時期
銘傳大學是由教育家暨時任立法委員包德明博士與李應兆博士共同創辦，最初規劃在淡水創辦「崇文女子商業專科學校」，在籌備購置校地時，透過天主教牛若望主教得知，在臺北忠烈祠南側的「銘傳育幼院」（劉銘傳曾孫女劉德岑經營）因辦理不善而預計停辦，因此包德明夫婦改租用此省有地，並維持銘傳之名，設立「銘傳女子商業專科學校」，為三年制專科學校，於1956年開始籌備，新建教室、圖書館等設施，在1957年3月25日奉准設校，9月公告招生，由包德明擔任校長。學校在之後購置士林鎮的山坡地作為遷建校區，包含教學大樓7棟、行政大樓、圖書館、大禮堂、餐廳、學生宿舍及運動場，在1963年2月完工後遷入。此時期的科系設立時間如下：
- 1957年（民國46年）3月，設立銀行保險科、會計統計科、國際貿易科及企業管理科。
- 1960年（民國49年）9月，設立商業文書科。
- 1963年（民國52年）9月，成立三年制夜間部。
- 1964年（民國53年），設立五年制銀行保險科、會計統計科、商業文書科、商業管理科。
- 1966年（民國55年）9月，設立三年制及五年制商業數學科、商業推廣科。
- 1967年（民國56年）9月，設立國際貿易科。
- 1968年（民國57年）9月，設立三年制觀光事業科。
- 1969年（民國58年）9月，設立三年制電子資料處理科。
- 1970年（民國59年）9月，設立五年制觀光事業科及電子資料處理科。
- 1971年 (民國60年) 9月，商業推廣科改名商業設計科，科主任為蕭汝淮先生。
- 1980年（民國69年）9月，設立五年制大眾傳播科。

### 管理學院時期
1990年8月1日，經教育部核准升格改制為四年制的「銘傳管理學院」，兼收男女學生，並整合相關科系，設立國際貿易系、資訊管理系、會計系、銀行保險系、企業管理系、商業設計系、觀光事業系、大眾傳播系、統計系等九學系。1993年8月，在桃園市龜山區成立「桃園校區」。1995年，金門縣的教育考察團訪問銘傳管院，並希望學校能在金門設校，因此學校開始籌備金門設校。此時期的科系設立時間如下：
- 1992年（民國81年）8月，管理科學研究所碩士班成立（第一個研究所）。
- 1994年（民國83年）2月，商設系搬遷桃園校區上課。
- 1996年（民國85年）8月，管理科學研究所博士班成立（第一個研究所博士班）；觀光事業學系搬遷桃園校區上課。

### 大學時期
1997年8月1日，教育部核准改名為「銘傳大學」。1998年（民國87年）12月，於金門縣金沙鎮成立「金門分部」。2001年（民國90年）8月，金門校區正式招生、全英語授課國際學院成立、e化教室啟用。2002年（民國91年）6月，桃園校區教學旅館試營運、校園無線網路建置完成。2003年（民國92年）9月，桃園成功校區落成啟用。2005年（民國94年）9月，桃園成功校區體育二館啟用。
2008年（民國97年）9月，通過ISO27001資訊安全管理認證，全國第一所跨多校區通過此認證的大學。2009年（民國98年）2月，創校校長包德明辭世。2011年（民國100年）10月，金門分部啟用。2012年（民國101年）4月，正式獲得美國密西根州政府通過，成立「銘傳大學美國分校」，為臺灣第一所獲得美國同意成立分校的大學；同年6月，銘傳大學與密西根州州立賽基諾大學簽訂國際教育合作協議書；8月，美國中部各州校院高等教育評審會同意銘傳大學在州立賽基諾大學校園增設分校，並在分校開始運作6個月內接受訪評；9月，密西根州州政府正式確認銘傳大學達到該州要求的設校條件。
2010年（民國99年）10月，成立11年且已有兩百多位研究生畢業的金門分部，於31日正式動土，打造「金（金門）廈（廈門）一條龍」的教育金門島。2010年（民國99年）11月，正式通過美國高教評鑑（Middle States Commission on Higher Education, MSCHE），榮登成為亞洲第一所美國認證大學。2011年（民國100年）9月，首屆陸生來台，88名陸生報到，人數全國第一。2017年，銘傳大學管理學院為AACSB所認證。此時期重要事記如下：
- 2004年（民國93年）8月，大眾傳播學系改名數位資訊傳播學系。
- 2007年（民國96年）9月，成立安全管理學系，為全台首創安全管理學門及招收社會科學領域之學校。
- 2011年（民國100年）9月，安全管理學系改名社會與安全管理學系。
- 2014年（民國103年）2月，傳播學院取消不分系，回歸傳播管理學系、廣播電視學系、廣告學系、新聞學系各自招生。財務金融學系分設財務金融組、國際金融管理組；國際企業學系分設國際企業經營組、外貿行銷管理組；資訊管理學系分設資訊管理組、資訊科技組；數位媒體設計學系分設多媒體遊戲組、動畫影視組。
- 2015年（民國104年）1月，廣告學系改名廣告暨策略行銷學系、傳播管理學系改名新媒體暨傳播管理學系。
- 2015年（民國104年）12月，經濟學系改名經濟與金融學系、應用統計資訊學系改名應用統計與資料科學學系，兩系皆自管理學院改隸社會科學院。
- 2016年（民國105年）8月，增設時尚創意與管理學位學程。
- 2017年（民國106年），社會與安全管理學系改名犯罪防治學系。原隸社會科學院之經濟與金融學系、應用統計與資料科學學系，新組金融科技學院。
- 2018年（民國107年），增設國際企業與貿易學士學位學程、金融科技應用學士學位學程、動漫文創設計學士學位學程、國際事務與外交學士學位學程。
- 2020年（民國109年），增設金融科技碩士學位學程、時尚與創新管理學士學位學程、新聞與大眾傳播學士學位學程。

## 學院及系所
臺北校區
| 管理學院 | 國際企業學系(學、碩、碩在職)     | 會計學系(學、碩、碩在職)     | 風險管理與保險學系(學、碩、碩在職) |
| 管理學院 | 企業管理學系(學、碩、碩在職、博) | 財務金融學系(學、碩、碩在職) | 高階經理碩士學程在職專班           |

| 傳播學院 | 廣播電視學系                       | 影音新聞暨社群傳播學系 | 廣告暨策略行銷學系 |
| 傳播學院 | 新媒體暨傳播管理系(學、碩、碩在職) |                        |                    |

| 國際學院 | 國際企業與貿易學士學位學程 | 新聞與大眾傳播學士學位學程 | 時尚創意管理學士學位學程 |

| 法律學院 | 法律學系(學、碩、碩在職) | 財金法律學系(學、碩) |  |

桃園校區
| 資訊學院 | 資訊管理學系(學、碩、碩在職) | 人工智慧應用學系(學、碩) | 資訊工程學系(學、碩) |
| 資訊學院 | 電腦與通訊工程學系(學、碩)   | 電子工程學系(學、碩)     |                      |

| 觀光學院 | 觀光事業學系(學、碩、碩在職) | 休閒遊憩管理學系 | 餐旅管理學系 |

| 國際學院 | 國際事務碩士學程           | 旅遊與觀光學士學位學程 | 資訊科技應用學士學位學程 |
| 國際學院 | 國際事務與外交學士學位學程 |                        |                          |

| 教育暨應用語文學院 | 應用中國文學系(學、碩、碩在職、博) | 應用英語學系(學、碩、碩在職)   | 應用日語學系(學、碩) |
| 教育暨應用語文學院 | 華語文教學碩士學位學程(外國生專班) | 教育研究所碩士班、碩士在職專班 | 華語文教學系         |
| 教育暨應用語文學院 | 英語教學中心                       |                                |                      |

| 設計學院 | 商業設計學系暨設計創作與研究碩士班 | 商品設計學系暨創新設計與管理碩士班、創新設計與管理碩士在職專班 | 數位媒體設計學系(學、碩) |
| 設計學院 | 都市規劃與防災學系(學、碩、碩在職) | 建築學系(學、碩)                                               | 動漫文創設計學士學位學程 |

| 社會科學院 | 犯罪防治學系暨碩士班、兩岸關係與安全管理碩士在職專班 | 諮商與工商心理學系暨碩士班(臨床心理組；諮商心理組）、碩士在職專班 | 公共事務與行政管理學系(學、碩、碩在職) |

| 金融科技學院 | 金融學系(學、碩) | 應用統計與資料科學學系(學、碩) | 金融科技應用學士學位學程 |

| 健康暨醫學工程學院 | 生物科技學系(學、碩) | 醫療資訊與管理學系暨健康產業管理碩士班 | 生物醫學工程學系 |

金門校區
| 金門校區 | 廣播電視學系               | 休閒遊憩管理學系                   | 教育研究所碩士在職專班 |
| 金門校區 | 觀光事務研究所碩士在職專班 | 公共事務研究所碩士在職專班(連江班) |                        |

美國分校
| 美國分校 | 華語文教學碩士學位學程 | 新媒體暨傳播管理系碩士班 |  |

共同教育學院
| 共同教育學院 | 師資培育中心 | 通識教育中心 | 體育室 |

新南向暨兩岸及境外生院
| 新南向暨兩岸及境外生院 |
| ---------------------- |

## 校區及分校

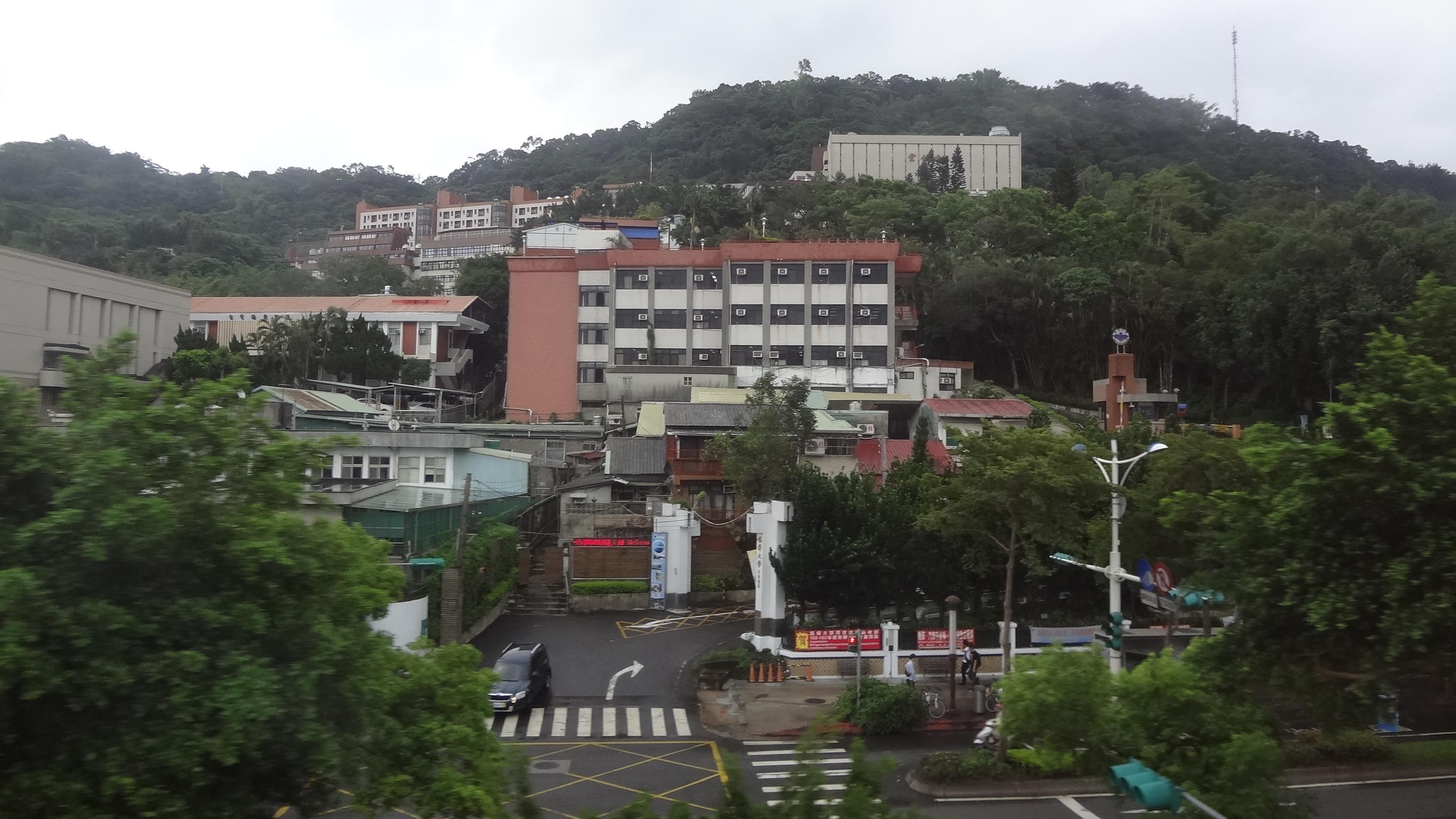
銘傳大學臺北校區

銘傳大學目前擁有臺北、桃園、基河、金門及美國等五個校區。
| 校區     | 地址 | 電話            | 單位面積（公頃） |
| -------- | --- | --------------- | ---------------- |
| 臺北校區 | 臺北市士林區中山北路五段 250 號 No. 250, ZhongShan N. Rd. Sec. 5, Shilin Dist., Taipei City, Taiwan (R.O.C) | 886-2-2882-4564 | 6.049            |
| 基河校區 | 臺北市士林區基河路 130 號 3 樓 No. 130, JiHe Rd. Sec. 5, Shilin Dist., Taipei City, Taiwan (R.O.C)          | 886-2-2882-4564 | 6.049            |
| 桃園校區 | 桃園市龜山區大同里德明路 5 號 No. 5, DeMing Rd., Guishan Dist., Taoyuan City, Taiwan (R.O.C)                | 886-3-350-7001  | 18.8464          |
| 金門分部 | 金門縣金沙鎮德明路105 號 No. 105, DeMing Rd. Sec. 5, Jinsha Township, Kinmen County, Taiwan (R.O.C)         | 082-355-233     | 30               |
| 美國分校 | Gilbertson Hall, Saginaw Valley State University 7400 Bay Road, Saginaw, MI 48710, U.S.A.                   | 1-989-964-2497  |                  |

### 台北校區

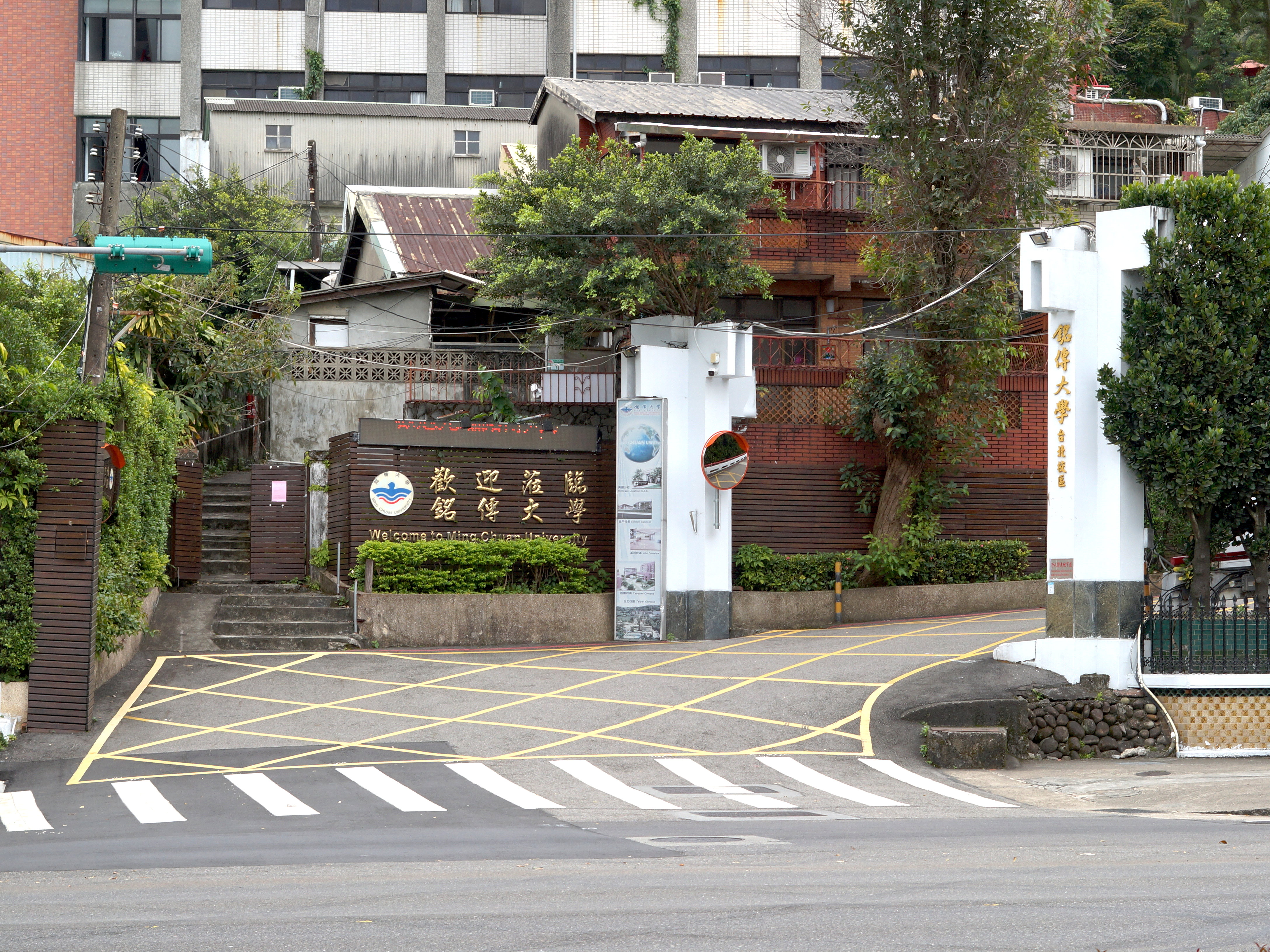
銘傳大學臺北校區校門

銘傳大學台北校區建築物於1960年代前興建完成，考量校園位在福山上，為顧及行動不便者和全區使用機能，並維護公共安全，於校園內設置五部無障礙昇降機，以創造一個友善及舒適的環境。2013年開始進行電梯設置評估，歷經申請、會勘、審議等繁雜程序，五座電梯於2017年2月正式施工、2018年完工啟用。

### 基河校區
位於基河路10號國宅三至八樓，現已規劃三至六樓為基河行政處、台北校區研究所聯合辦公室及研究生研究室、上課教室及進修推廣處共同使用空間。七、八樓則規劃為銘傳會館，提供師生、家長、校友及參訪貴賓住宿地點。

### 桃園校區
桃園校區規劃與開發，從1989年開始到後來陸續增建到2009年止，已完成16棟建築。校園規劃區分為四個使用分區：教學行政區、教學區、住宿區及戶外活動區。行政教學區內主要建築為行政大樓與圖書館(Q樓)、資訊網路大樓(CC樓)及綜合教學大樓(EE樓)與觀光語文大樓(P樓)。教學區則有資訊暨管理大樓(S樓)、科技大樓(AA樓)、體育一館(R 樓)、第二餐廳大樓(U樓)、設計大樓 (M樓)、社會科學大樓(BB樓)及體育二館(DD樓)等。住宿區現有第一學生宿舍(N樓)、第二學生宿舍(O樓)、第三學生宿舍(T樓)及國際學舍(FF樓)、第一餐廳及便利商店等空間。戶外活動區則含有夜間照明設備的400公尺田徑場、足球場、看台、地下停車場、籃球、排球、網球場、高爾夫練習場、漆彈場等設施。校外主要連接道路為桃園縣道105號，可連通省道1號，與台北校區距離約40分鐘車程。

### 金門分部
金門分部於2011年8月完成體育館、綜合行政大樓、警衛室等工程，並於10月30日舉行金門分部落成啟用典禮。綜合教學大樓為地下一層、地上三層的閩南式建築，一進到大廳即是聯合辦公室，所有行政組織與人員整合在一間開放式的辦公室，學生有任何需要均可一次臨櫃即可獲得解決，不需再到不同的辦公處所尋求服務。

### 美國分校
美國分校初期先租用密西根州立塞基諾大學(SVSU)校舍，空間包含3間教室、3間辦公室、1間研討室等。教學規模初期以華語文教學研究所與EMBA等為主。圖書館、餐廳、宿舍以及其他校園設備均和SVSU共用及共享。

## 歷任校長
| 任別 | 姓名   | 任期                          | 備註                                                                                   |
| ---- | ------ | ----------------------------- | -------------------------------------------------------------------------------------- |
| 1-3  | 包德明 | 1957年3月－1999年1月31日      | 卸任後聘為榮譽校長。                                                                   |
| 4-9  | 李銓   | 1999年2月1日－2018年8月3日    | 包德明之三子，美國南加州大學教育管理博士。屆齡退休。                                   |
| 代理 | 陳振南 | 2018年8月3日－2018年10月26日  | 行政副校長代理。                                                                       |
| 代理 | 李銓   | 2018年10月27日－2019年6月18日 |                                                                                        |
| 10   | 沈佩蒂 | 2019年6月18日－2022年7月31日  | 李銓之妻，銘傳大學教育研究所講座教授。                                                 |
| 11   | 李選士 | 2022年8月1日                  | 前國立臺灣海洋大學副校長、研發長、航運管理學系主任，銘傳大學董事、前資訊管理學系主任。 |

## 校園與特色
- 亞洲第一所美國認證大學：銘傳大學在2010年11月18日獲得美國中部各州高等教育評審會（MSCHE）國際認證，成為亞洲第一所被美國認證的高等教育機構。2013年銘傳大學美國分校成立，成為臺灣首例在美國設立分校的大學。[13]

- 台灣第一所全英語授課的國際學院：2001年成立全台灣第一所全英語授課的國際學院，已有來自全球五大洲，近百個國家學生來到銘傳就讀，不必出國就能與國際生深度交流，宛如置身國際。在「國際化」教育方面，透過「全球為用，在地為體」的教育內容，培養學生具備跨國溝通和參與國際的能力。國際學院不僅招收來自全球國際學生，本地學生也可以申請進入就讀、與國際生共同作息，不僅開拓學生國際視野，也可以促進文化交流。[14]

- 國際教育交流：2017年計有4,669名來自世界60餘國學生就讀本校，共有152所姐妹校。近年來積極推動與兩岸大學教育合作，目前締結姊妹校共有139所，就讀本校陸生亦居全台之冠。

- 銘傳文藝獎：為鼓勵學生參與文藝創作，自1987年由包德明校長創辦至今，每學年度舉辦一次，徵文項目包括文學類（中文小說、中文散文、現代詩、英文創作）、影像類（微電影、校園攝影、歌曲創作、四格漫畫），共二大類八小組。[15]

- 北臺灣七大學聯合路跑賽

- 銘傳大學足球隊：創辦人包德明1979年成立銘傳女子足球隊，是第一代「木蘭」中華女足的班底，曾在七十年代獲得亞洲盃三屆冠軍，堪稱是台灣女子足球的黃金歲月，揚名國際足壇。包德明博士大力推動台灣足球運動，也被譽稱為「亞洲足球之母」與「中華女足之母」，2017年獲頒足球終身貢獻獎。[16]
- 十項基本能力教育：銘傳大學校定十項基本能力包括傳統的「德、智、體、群、美」五育與現代社會所需要的工作執行能力「企劃力、溝通力、科技力、國際力、就職力」。這十項能力結合系院專業核心能力，建構完整的全人教育。取得基本十力後，即可獲得十項基本能力證書，若通過三項以上卓越能力除獲證書外，還能獲得校長推薦函。目前十項基本能力目前採取鼓勵制，並非畢業門檻。[17]
- 嚴謹的考試制度（梅花座考試）：於專科學校時期所首創，特色為全校考試時間統一，於每學期的第9週及第18週為既定考試週，該週暫停課程及社團活動；考試資訊由學校統一公布，位置為亂數排列，每個相鄰座位的學生皆應考不同科目，若考試舞弊者，則依規定退學。
- 銘報即時新聞：傳播學院設立
- 銘傳廣播電臺：傳播學院設立，作為廣播、媒體實務相關課程使用
- 公差服務隊：成立於1983年，是身穿紅色旗袍的女性禮賓員，每年只在雙十國慶典禮上出現，獲選條件必須滿足身高160到170公分，而且體重要落在50公斤左右，容貌也要清秀標緻，外界稱為「十二金釵」，但人數並非僅12位，實際上約在40至50位左右。[18]

## 學術排名
- QS亞洲大學排名：2021年 401-450名，2020年 351-400名，2019年 351-400名，2018年 301-350名[19]

- 泰晤士高等教育世界大學排名：
  - 2020年 世界第1001+名（亞洲第401+名），商業與經濟學門世界第501+名，新興經濟體大學排名第401-500名
  - 2019年 世界第1001+名（亞洲第401+名），商業與經濟學門世界第501+名，新興經濟體大學排名第351+名
  - 2018年 世界第1001+名（亞洲第301-350名），新興經濟體大學排名第301-350名
  - 2017年 世界第801+名（亞洲第251+名）[20]

- 世界大學學術排名：2020年 酒店經營管理類世界第37名（全台第1名）、2019年 酒店經營管理類世界第51-75名（全台第1名）、2018年 酒店經營管理類世界第76-100名（全台第3名）[21]
- 世界大學網路排名：2020年 世界第1358名（全台第26名） [22]
- 全球大學網排名：2020年 世界第1131名（全台第12名） [23]
- 台灣最佳大學排行榜：
  - 2019年 文法商類第8名，私立大學第12名，國際化程度第16名（出國交換人數第10名，跨國學位合作校數第4位），社會影響力第19名，在學學生參與競賽論文出版成效第1名  [24]。
  - 2018年 文法商類第13名，私立大學第19名，國際化程度第18名 [25]
- 1111企業最愛大學評比：
  - 2020年 私立大學第7名，北北基地區大學第7名，大眾傳播學群全台第4名
  - 2019年 私立大學第5名，北北基地區大學第6名，大眾傳播學群全台第5名，遊憩與運動學群全台第5名
  - 2018年 私立大學第7名，北北基地區大學第7名，大眾傳播學群全台第4名
  - 2017年 私立大學第8名，北北基地區大學第7名，大眾傳播學群全台第4名
  - 2016年 私立大學第6名，北北基地區大學第7名，餐旅、遊憩、服務類全台第3名，金融投顧、保險相關類全台第5名
  - 2015年 私立大學第9名，大眾傳播學群全台第4名
- 上海軟科世界一流學科排名：
  - 2021年，銘傳於「旅遊休閒管理類別」（包括觀光、餐旅、休閒遊憩）中，名列44名，全台第一名。[26]
  - 2020年，銘傳於「旅遊休閒管理類別」（包括觀光、餐旅、休閒遊憩）中，名列37名，全台第一名。[27]
  - 2019年，銘傳於「旅遊休閒管理類別」（包括觀光、餐旅、休閒遊憩）中，名列51-75名，與國立成功大學、國立嘉義大學並列台灣第一級。[28]
  - 2018年，銘傳於「旅遊休閒管理類別」（包括觀光、餐旅、休閒遊憩）中，名列76-100名。[29]

## 國際交流學校
美洲地區
| - 美國：密西根州立塞基諾大學 - 美國：肯特州立大學 - 美國：海斯堡州立大學 - 美國：北德州大學 - 美國：派克大學 - 美國：加州州立大學長堤分校 - 美國：加州州立大學蒙特利灣分校 - 美國：加州大學洛杉磯分校 - 美國：加州州立大學富爾頓分校 - 美國：南卡羅來納大學 - 美國：聖安東尼學院 - 美國：墨瑞州立大學 | - 美國：西維吉尼亞大學 - 美國：塞菲爾學院 - 美國：西伊利諾大學 - 美國：西維吉尼亞大學 - 美國：賓州格蘭德學區 - 美國：北俄亥俄大學 - 美國：菲力西安大學 - 美國：溫索普大學 - 美國：華盛頓中心 - 美國：賓州愛丁博羅大學 - 美國：夏威夷大學希羅分校 - 美國：南加州大學 | - 美國：洛克福德學院 - 美國：休士頓大學市中心分校 - 美國：安吉羅大學 - 美國：底特律大學 - 美國：聖道大學 - 美國：德州健康與科學大學 - 美國：聖荷西州立大學 - 美國：格威內思梅西大學 - 美國：關島社區大學 - 美國：猶他谷州立大學 - 美國：加州大學河濱分校 - 加拿大：麥迪森海特學院 |

亞洲地區
| - 澳洲：澳洲墨爾本皇家科技大學 - 澳洲：拉籌伯大學 - 澳洲：西雪梨大學 - 澳洲：南十字星大學 - 香港：香港城市大學專上學院 - 蒙古：奧特根騰格爾大學 - 蒙古：國立蒙古大學 - 蒙古：Global Leadership University - 蒙古：Hangai University - 蒙古：Mongolian National University - 印尼：彼得拉基督教大學 - 印尼：三寶壟學院 - 印尼：諾門森大學 - 印尼：巴淡國際大學 - 日本：產能大學 - 日本：明海大學 - 日本：苫小牧駒澤大學 - 日本：山形大學 - 日本：白鷗大學 - 日本：鳥取大學 - 日本：同志社大學 - 日本：名古屋外國語大學 - 日本：千葉大學 - 日本：明星大學 - 日本：常葉大學 - 日本：武藏野大學 | - 日本：名城大學 - 日本：大阪商業大學 - 日本：旭川大學 - 日本：金澤星稜大學 - 日本：國立富山大學 - 日本：福岡大學 - 日本：九州大學 - 日本：久留米大學 - 日本：下關市立大學 - 日本：橫濱中華學院 - 日本：櫻美林大學 - 日本：武庫川女子大學 - 日本：四國大學 - 日本：近畿大學 - 日本：比治山大學 - 南韓：中央大學 - 南韓：明知大學 - 南韓：東亞大學 - 南韓：大邱藝術大學 - 南韓：水原大學校 - 南韓：水原科學大學 - 南韓：韓世大學 - 南韓：安養大學 - 南韓：培材大學 - 南韓：世明大學 - 南韓：祥明大學 - 南韓：嘉泉大學 | - 南韓：慶南大學 - 南韓：仁德大學 - 南韓：蔚山大學 - 南韓：鮮文大學 - 南韓：國立江陵原州大學 - 菲律賓：米聯學院 - 菲律賓：怡朗亞典耀學校 - 泰國：暹邏大學 - 泰國：蘭實大學 - 泰國：吞武里皇家大學 - 泰國：愛博大學 - 泰國：泰國師範大學聯盟 - 泰國：藝術大學 - 泰國：烏隆皇家師範大學 - 越南：越南河內大學 - 越南：國立國家大學 - 越南：國立工業大學 - 越南：河內經營與工藝大學 - 越南：外貿大學 - 越南：大南大學 - 越南：宏德大學 - 越南：峴港大學 - 越南：越南河內大學 - 越南：越南河內大學 - 越南：越南河內大學 |

歐洲地區
| - 奧地利：Fachhochschule Kufstein Tirol University of Applied Sciences - 比利時：Thomas More University College Mechelen-Antwerpen - 芬蘭：中博騰科技大學 - 法國：巴黎美麗城建築專科學院 - 法國：歐洲商業學院 - 法國：斯特拉斯堡大學商學院 - 法國：里昂天主教大學 | - 法國：巴黎商業學院 - 法國：圖盧茲第三大學 - 法國：賽爾奇蓬多瓦茲大學 - 德國：杜塞爾多夫應用科學大學 - 德國：路德維希港應用科技大學 - 德國：班貝格大學 - 荷蘭：Stichting Noordelijke Hogeschool Leeuwarden (NHL University) | - 荷蘭：阿姆斯特丹大學HES商學院 - 愛爾蘭：波托貝洛學院 - 拉托維亞：School of Business Administration Turiba - 波蘭：波蘭哥白尼大學 - 波蘭：華沙經濟大學 - 瑞典：克里斯蒂安斯塔德大學 - 瑞士：當代藝術設計專業學院 |